# 御形神社
御形神社（みかたじんじゃ）は、兵庫県宍粟市にある神社。式内小社で、旧社格は県社。
『播磨国風土記』で活躍が描かれている葦原志許男神（大国主神）を祀る。

## 文化財

### 重要文化財（国指定）
- 本殿

宍粟市で唯一の国の重要文化財指定の建造物。室町時代後期、大永7年（1527年）の建立。三間社流造、檜皮葺。建立年代が明らかな中世神社建築の一例として重要である。1967年（昭和42年）6月15日に国の重要文化財に指定された。1971年 - 1972年（昭和46 - 47年）に解体復元修理が実施され、室町時代後期の建立当時の彫刻や繊細な組物が甦った。

### 宍粟市指定文化財
- 百人一首図絵絵馬

絵馬は全部で17面あり、百人の歌仙全部が描かれた類例は全国でも少なく県下では唯一のもので、保存状態も良好できわめて貴重な遺品といえる。由緒書2面が添えられており、弘化3年（1864年）に奉納されたことがわかる。

## 祭事
- 歳旦祭（1月1日）
- 節分祭（節分の日）
- 祈年祭（2月17日）
- 開当祭（3月7日）
- 奉迎祭（3月17日）
- 春祭り（5月3日）
- 忠魂祭（5月25日）
- 大祓（6月30日）
- 風難除け願立祭（8月3日）
- 風難除け開願祭（8月29日）
- 秋祭り（10月10日）
- 新嘗祭（11月23日）
- 大祓・除夜祭（12月31日）